# Хорошев Микола Миколайович
Хоро́шев Микол́а Микола́йович — учасник Афганської війни 1979—1989 років, проживає в місті Харків.
Головний редактор газети Харківського району «Трибуна трудящих», голова Харківської районної організації товариства сприяння обороні України.

## Нагороди
- орден «За заслуги» III ступеня (13.2.2015)